# Robert Venditti
Robert Venditti é um escritor de quadrinhos estadunidense, conhecido por seus trabalhos pela editora Top Shelf Productions, intitulados de The Homeland Directive e The Surrogates, sendo que este último foi adaptado para os cinemas em Substitutos (2009), filme de 2009 estrelado por Bruce Willis e dirigido por Jonathan Mostow.
Entre seus projetos mais recentes, estão as séries em quadrinhos X-O Manowar, Lanterna Verde, The Flash, Damage e Demon Knights.
Atualmente ele é escritor exclusivo da DC Comics, responsável pela série mensal Hawkman (Gavião Negro) e por uma graphic novel autobiográfica do selo DC/Vertigo chamada Six Days, sobre uma vila francesa que abraçou e foi abraçada por soldados paraquedistas americanos que caíram no local errado, em vez de aterrissarem na Normandia para a batalha do Dia D (o tio de Venditti era um dos soldados).
Venditti participou das comemorações de 80 anos de criação do Batman, escrevendo uma história para a edição deluxe de Detective Comics #1000. 
Ele também fez uma adaptação do livro O Ladrão de Raios, escrito por Rick Riordan.

## Obras
- Owly, Volume 1: The Way Home & The Bittersweet Summer - ISBN 978-1-891830-62-4 - 2004, Top Shelf Productions
- The Surrogates (Volume 1) - ISBN 978-1-891830-87-7 - 2006, Top Shelf Productions
- The Surrogates: Flesh and Bone (Volume 2) - ISBN 978-1-60309-018-6 - 2009, Top Shelf Productions
- Percy Jackson and the Olympians: The Lightning Thief: The Graphic Novel - ISBN 1-4231-1696-8 - 2010, Disney Hyperion
- The Homeland Directive  - ISBN 978-1-60309-024-7 - Maio de 2011, Top Shelf Productions
- X-O Manowar - ISBN 978-0979640940 - Dezembro de 2012, Valiant Entertainment